# Paul Sevelda

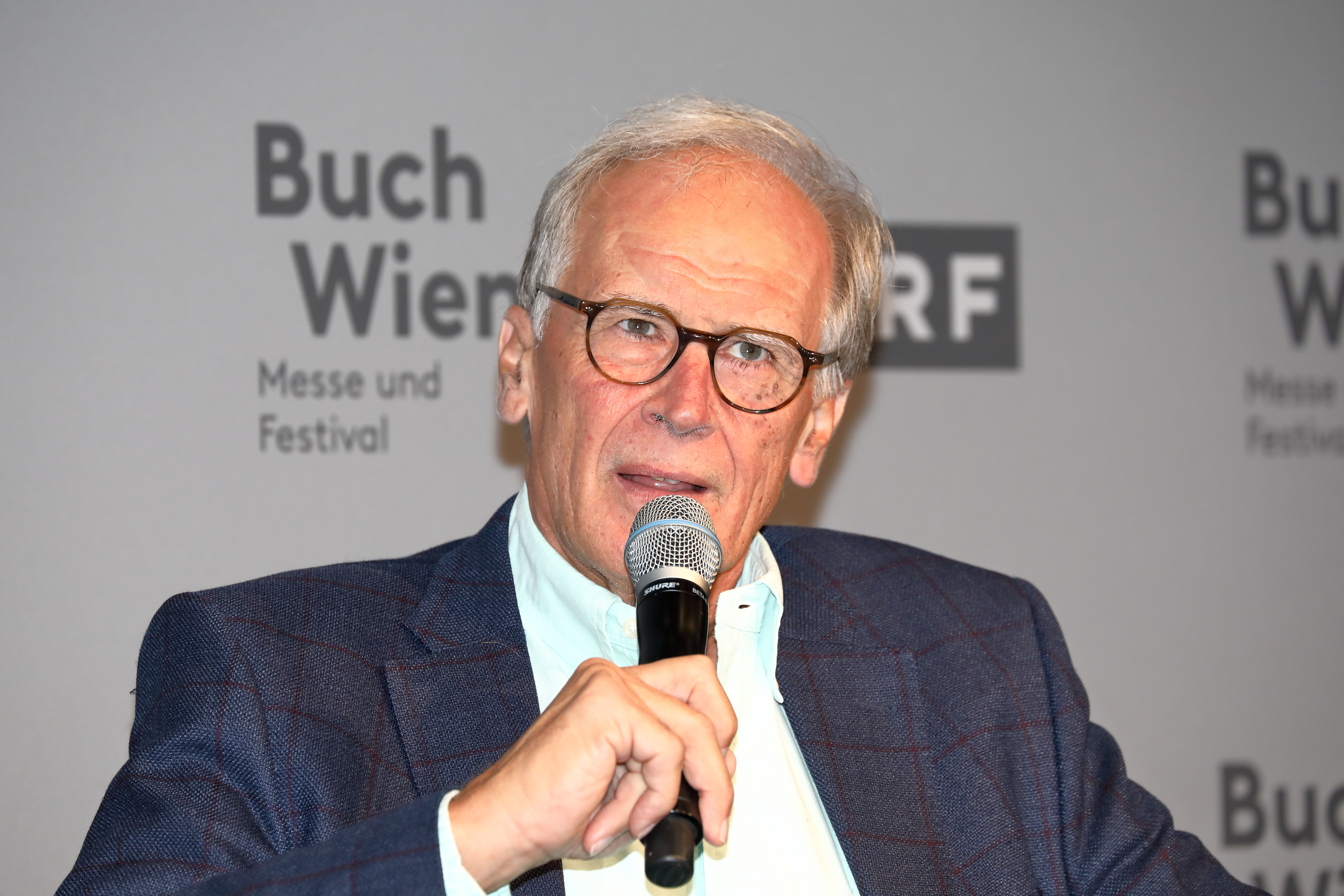
Paul Sevelda auf der Buch Wien 2022

Paul Sevelda (* 12. Juni 1955 in Wien) ist ein österreichischer Gynäkologe und Hochschullehrer. Seit 2000 ist er Präsident der Österreichischen Krebshilfe.

## Leben
Paul Sevelda wurde als viertes Kind von Karl und Hedwig Sevelda geboren, einer seiner beiden Brüder ist der Bankmanager Karl Sevelda. Paul Sevelda studierte nach der Matura 1973 am Rainergymnasium in Wien-Margareten Medizin an der Universität Wien, wo er 1979 promovierte. Anschließend absolvierte er eine Ausbildung zum praktischen Arzt am Hanusch-Krankenhaus, 1983 erhielt er sein Dekret als Arzt für Allgemeinmedizin. Danach machte er eine Ausbildung zum Facharzt für Gynäkologie und Geburtshilfe an der I. Universitätsfrauenklinik Wien, wo er 1987 Oberarzt wurde.
1991 wurde er Universitätsdozent für Gynäkologie und Geburtshilfe an der Medizinischen Fakultät der Universität Wien (seit 2004 Medizinische Universität Wien), wo er 1995 zum Professor berufen wurde. 1997 wurde er Vorstand (Primarius) der Abteilung für Gynäkologie und Geburtshilfe am Krankenhaus Lainz (dem späteren Krankenhaus Hietzing). Seit 2000 fungiert er außerdem als Präsident der Österreichischen Krebshilfe. 2006 erfolgte die Gründung des Karl Landsteiner Institutes für Gynäkologische Onkologie und Senologie, dessen Leitung Paul Sevelda innehat. Seit 2008 ist er zudem Mitglied des Obersten Sanitätsrates.
In seiner wissenschaftlichen und klinische Arbeit beschäftigt er sich unter anderem mit der operativen und medikamentösen Behandlung von Brustkrebs und gynäkologischen Krebserkrankungen, der Krebsfrüherkennung, Vorsorgeuntersuchungen und der Krebsprävention sowie der Impfung gegen HPV-Infektionen. Zu Spezialgebieten Paul Sevaldas zählen auch brusterhaltende Therapien bei Brustkrebs und die laparoskopische Chirurgie.
Anfang Februar 2018 brachte er in seiner Funktion als Präsident der Österreichischen Krebshilfe gemeinsam mit Ärztekammerpräsident Thomas Szekeres das Volksbegehren „Don’t smoke“ für ein Rauchverbot in der Gastronomie im Bundesministerium für Inneres ein. Im November 2024 wurde er als Präsident der Krebshilfe für die Funktionsperiode bis 2027 wiedergewählt.
Paul Sevelda ist seit 1979 mit Ursula Sevelda verheiratet, mit der er vier gemeinsame Kinder hat.

## Publikationen
- Ein Leben für das Leben: für ein noch besseres Miteinander zwischen Arzt und Patientin, aufgezeichnet von Andrea Buday, echomedia Buchverlag, Wien 2022, ISBN 978-3-903989-27-6.

## Auszeichnungen
- 2010: Goldenes Ehrenzeichen für Verdienste um die Republik Österreich[3]